# 鲍萧然
鲍萧然（1937年12月—），男，安徽宣城人，中国电影摄影师，北京电影学院教授，中国电影金鸡奖最佳摄影。